# Йорк (Германия)
Йорк (нем. Jork) — община в Германии, в земле Нижняя Саксония.
Расположена в регионе Альтес-Ланд.
Входит в состав района Штаде. Население составляет 11 758 человек (на 31 декабря 2010 года). Занимает площадь 62,27 км².
Коммуна подразделяется на 7 сельских округов.

## Фотографии

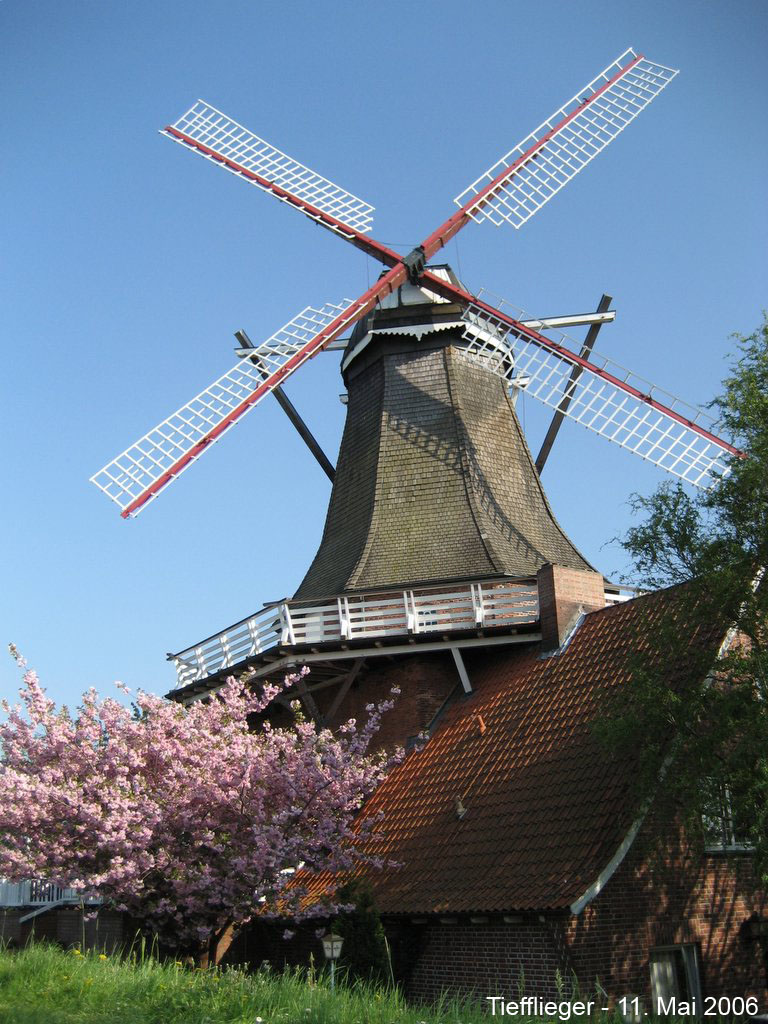
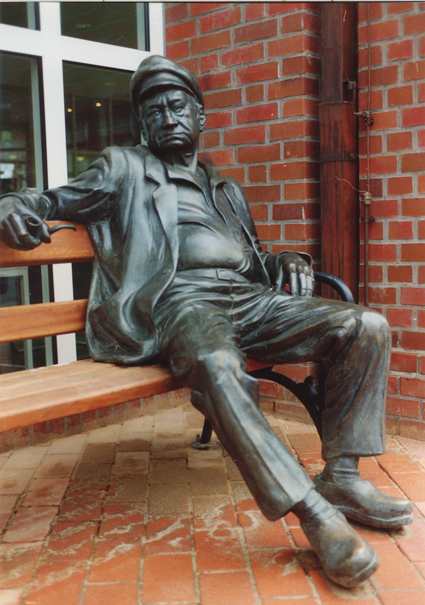
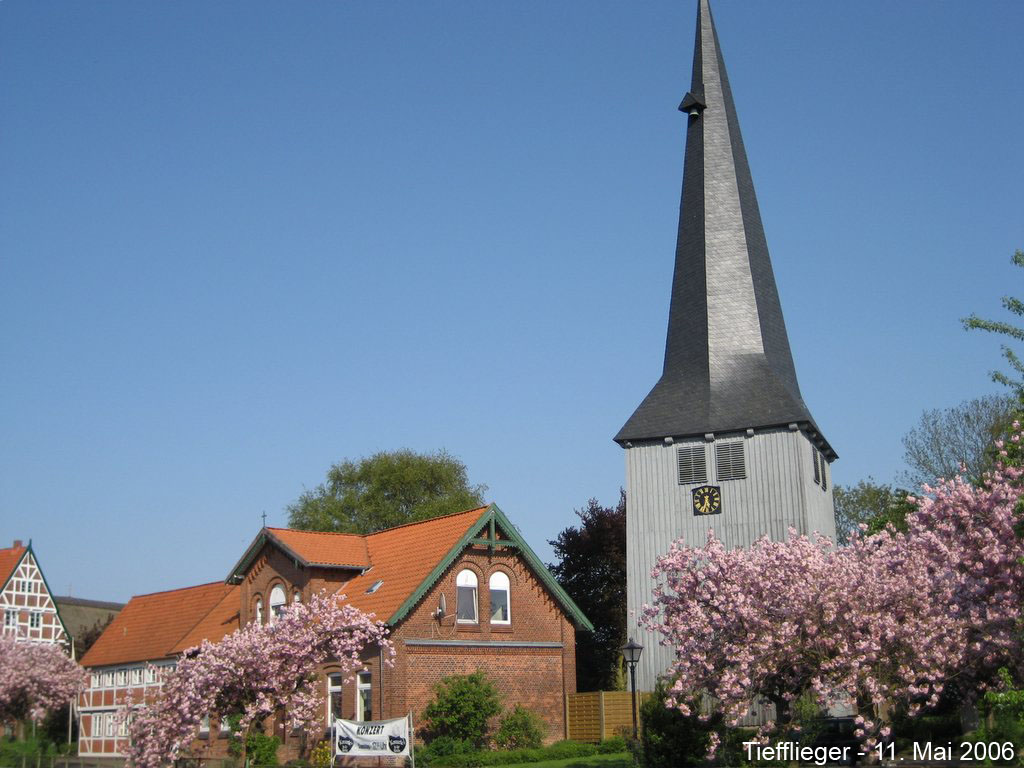
Церковь